# Copa Dominicana de Fútbol 2025
La Copa Dominicana de Fútbol 2025, fue la tercera edición de dicha competición. Comenzó el 21 de febrero y finalizó el 24 de mayo de 2025. Fue organizada por la Liga Dominicana de Fútbol se implementó como un torneo de transición de la misma, para que los equipos se adaptaran al calendario internacional de la mayoría de las ligas del mundo.

## Sistema de competición
Este torneo de transición, oficialmente denominado Copa de la Liga Dominicana de Fútbol 2025, se anunció oficialmente en las redes sociales de la LDF el 25 de noviembre de 2024. Programada para comenzar el 21 de febrero, la Copa contará con los últimos 8 equipos de la temporada 2024, el regreso del Jarabacoa FC desde su prohibición de la FIFA, así como tres clubes existentes de la Segunda División de Expansión de la LDF. Los tres clubes seleccionados fueron Salcedo FC con sede en Salcedo, Santa Fe FC y CBA Santo Domingo, ambos con sede en la Zona Metropolitana de Santo Domingo. Los tres clubes fueron seleccionados en función de factores que incluyen estructuras generales, capacidad de asientos en los juegos de local e historial. Se confirmó que la Copa de la LDF se jugará con un formato Round-Robin. Cada equipo tendrá un total de 11 partidos en la fase regular, y los cuatro mejores equipos clasificarán para las Semifinales seguidas de una fase final de dicho torneo. El conjunto campeón de la Copa de la LDF tendrá un cupo en competencia internacional para el 2026.

## Equipos participantes
Un total de 12 equipos disputarán el Torneo 2025.

### Liga Dominicana de Fútbol
| Atlántico FC         | Atlético San Cristóbal | Atlético Vega Real | Cibao FC           |
| Delfines del Este FC | Moca FC                | C. A. Pantoja      | Universidad O&M FC |

### Invitados
| CBA Santo Domingo | Jarabacoa FC | Salcedo FC | Santa Fe FC |

## Fase de clasificación
| Pos. | Equipo                 | Pts. | PJ | G | E | P | GF | GC | Dif. | Clasificación 2024 |
| ---- | ---------------------- | ---- | -- | - | - | - | -- | -- | ---- | ------------------ |
| 1    | Cibao FC               | 27   | 11 | 8 | 3 | 0 | 31 | 6  | +25  | Fase final         |
| 2    | Delfines del Este FC   | 24   | 11 | 7 | 3 | 1 | 15 | 4  | +11  | Fase final         |
| 3    | C. A. Pantoja          | 23   | 11 | 7 | 2 | 2 | 27 | 11 | +16  | Fase final         |
| 4    | Moca FC                | 21   | 11 | 7 | 0 | 4 | 10 | 8  | +2   | Fase final         |
| 5    | Atlántico FC           | 17   | 11 | 4 | 5 | 2 | 14 | 10 | +4   |                    |
| 6    | Universidad O&M FC     | 17   | 11 | 5 | 2 | 4 | 18 | 15 | +3   |                    |
| 7    | Salcedo FC             | 15   | 11 | 4 | 3 | 4 | 17 | 11 | +6   |                    |
| 8    | Santa Fe FC            | 15   | 11 | 4 | 3 | 4 | 15 | 17 | −2   |                    |
| 9    | Atlético Vega Real     | 12   | 11 | 4 | 0 | 7 | 17 | 12 | +5   |                    |
| 10   | CBA Santo Domingo      | 7    | 11 | 2 | 1 | 8 | 8  | 39 | −31  |                    |
| 11   | Jarabacoa FC           | 4    | 11 | 1 | 1 | 9 | 6  | 27 | −21  |                    |
| 12   | Atlético San Cristóbal | 3    | 11 | 0 | 3 | 8 | 7  | 25 | −18  | Último lugar       |

Actualizado a los partidos jugados el 27 de abril de 2025.
 Fuente: Livesport

## Fase final
|  | Semifinales                                  | Semifinales                                  | Semifinales                                  | Semifinales                                  |   |          | Final                                | Final                                | Final                                | Final                                |  |
|  | 3 y 4 de mayo (Ida) 10 y 11 de mayo (Vuelta) | 3 y 4 de mayo (Ida) 10 y 11 de mayo (Vuelta) | 3 y 4 de mayo (Ida) 10 y 11 de mayo (Vuelta) | 3 y 4 de mayo (Ida) 10 y 11 de mayo (Vuelta) |   |          | 18 de mayo (Ida) 24 de mayo (Vuelta) | 18 de mayo (Ida) 24 de mayo (Vuelta) | 18 de mayo (Ida) 24 de mayo (Vuelta) | 18 de mayo (Ida) 24 de mayo (Vuelta) |  |
|  |                                              |                                              |                                              |                                              |   |          |                                      |                                      |                                      |                                      |  |
|  |                                              |                                              |                                              |                                              |   |          |                                      |                                      |                                      |                                      |  |
|  | Cibao FC                                     | 2                                            | 0                                            | 2                                            |   |          |                                      |                                      |                                      |                                      |  |
|  | Cibao FC                                     | 2                                            | 0                                            | 2                                            |   |          |                                      |                                      |                                      |                                      |  |
|  | Moca FC                                      | 0                                            | 0                                            | 0                                            |   |          |                                      |                                      |                                      |                                      |  |
|  | Moca FC                                      | 0                                            | 0                                            | 0                                            |   | Cibao FC | 1                                    | 1                                    | 2                                    |                                      |  |
|  |                                              |                                              |                                              |                                              |   | Cibao FC | 1                                    | 1                                    | 2                                    |                                      |  |
|  |                                              |                                              | Delfines del Este FC                         | 1                                            | 0 | 1        |                                      |                                      |                                      |                                      |  |
|  | Delfines del Este FC                         | 1                                            | Delfines del Este FC                         | 1                                            | 0 | 1        | 0                                    | 1                                    |                                      |                                      |  |
|  | Delfines del Este FC                         | 1                                            |                                              |                                              |   |          | 0                                    | 1                                    |                                      |                                      |  |
|  | C. A. Pantoja                                | 0                                            | 0                                            | 0                                            |   |          |                                      |                                      |                                      |                                      |  |
|  | C. A. Pantoja                                | 0                                            | 0                                            | 0                                            |   |          |                                      |                                      |                                      |                                      |  |
|  |                                              |                                              |                                              |                                              |   |          |                                      |                                      |                                      |                                      |  |

### Semifinales

#### Cibao FC vs Moca FC
| 4 de mayo de 2025 | Moca FC | 0:2 (0:0) | Cibao FC                           | Estadio Moca 85, Moca |  |
|                   |         |           | Javier Roces 64' · Daiver Vega 83' |                       |  |

| 10 de mayo de 2025          | Cibao FC | 0:0 (Global 2:0) | Moca FC | Estadio Cibao FC, Cibao |  |
| Cibao FC avanzó a la Final. |          |                  |         |                         |  |

#### Delfines del Este FC vs C. A. Pantoja
| 3 de mayo de 2025 | C. A. Pantoja | 0:1 (0:1) | Delfines del Este FC  | Estadio Olímpico Félix Sánchez, Santo Domingo |  |
|                   |               |           | Cristóbal Almonte 43' |                                               |  |

| 11 de mayo de 2025                   | Delfines del Este FC | 0:0 (Global 1:0) | C. A. Pantoja | Estadio Panamericano Parque del Este, La Romana |  |
| Delfines del Este avanzó a la Final. |                      |                  |               |                                                 |  |

### Final

#### Cibao FC - Delfines del Este FC
| 18 de mayo de 2025 | Delfines del Este FC       | 1:1 (0:0) | Cibao FC            | Estadio Panamericano Parque del Este, La Romana |  |
| 10:00              | Richerly De Los Santos 71' | Reporte   | Edipo Rodríguez 49' |                                                 |  |

| 24 de mayo de 2025 | Cibao FC    | 1:0 (0:0) | Delfines del Este FC | Estadio Cibao FC, Cibao |  |
| 16:00              | Ventura 90' | Reporte   |                      |                         |  |

|                             |
| Cibao FC Campeón 3.° título |

## Estadísticas

### Máximos goleadores
| Pos. | Jugador        | Goles | Part. | Prom. | Club              |
| ---- | -------------- | ----- | ----- | ----- | ----------------- |
| 1    | Rivaldo Correa | 9     | 11    | 0.82  | Cibao FC          |
| 2    | Luis Espinal   | 8     | 12    | 0.67  | C. A. Pantoja     |
| 3    | Bertrand Louka | 7     | 12    | 0.58  | C. A. Pantoja     |
| 4    | Josué Reluz    | 5     | 9     | 0.56  | Santa Fe FC       |
| 5    | Diego Almonte  | 5     | 11    | 0.45  | CBA Santo Domingo |

Líderes de la COPA LDF 2025

### Jugador de la jornada
| Jornada | Jugador            | Posición       | Club                 |
| ------- | ------------------ | -------------- | -------------------- |
| 1       | Yohan Parra        | Delantero      | O&M FC               |
| 2       | Alexander Vidal    | Defensa        | C. A. Pantoja        |
| 3       | Javier Roces       | Delantero      | Cibao FC             |
| 4       | Diego Almonte      | Centrocampista | CBA Santo Domingo    |
| 5       | Rivaldo Correa     | Delantero      | Cibao FC             |
| 6       | Eliader Dorlus     | Centrocampista | Delfines del Este FC |
| 7       | Jason Yambatis     | Centrocampista | Atlético Vega Real   |
| 8       | Augustin Fernández | Delantero      | Salcedo FC           |
| 9       | Luis Espinal       | Delantero      | C. A. Pantoja        |
| 10      | Victor Morales     | Delantero      | Atlético Vega Real   |
| 11      | Luis Espinal       | Delantero      | C. A. Pantoja        |